# Onze:20
Onze:20 é uma banda de reggae brasileira formada em 2006 em Juiz de Fora, Minas Gerais. O nome da banda é a hora exata em que os integrantes da banda se perguntavam qual seria o nome da banda. Seus integrantes  são Joey Mattos (vocal), Chris Baumgratz (guitarra), Marlos (baixo) e Fábio Mendes (bateria), Athos (tecladista). Ficaram conhecidos nacionalmente com a música "Meu Lugar", que está no segundo disco da banda, chamado Nossa Barraca.       

## História

### Biografia
O início dessa trajetória se deu quando amigos que participavam de outras bandas expoentes do cenário musical de Juiz de Fora, viram influências em comum como: Foo Fighters, New Found Glory, Millencolin, Incubus. Depois de algumas ‘jams’ o entrosamento foi tanto que decidiram então montar um projeto com composições próprias e releituras de clássicos da música nacional e internacional. A partir desse ponto, surgiram várias composições próprias onde, através de uma identidade musical única que conseguisse expressar o mesmo ponto de vista da banda, e assim aspiravam atingir o âmago dos fãs e admiradores. Em 2007 lançaram sua demo a Hora em Que Tudo Começou.Em 2010 lançaram o primeiro álbum de estúdio, intitulado Efedrina. Já no ano seguinte, em 2012, lançaram o segundo álbum, A Nossa Barraca, contendo 11 faixas, pela Radar Records. O sucesso foi obtido quando lançaram o single "Meu Lugar" no dia 09/08/2012 no Youtube. Um ano mais tarde, em 2013, veio o terceiro álbum em estúdio, intitulado Pra Você. Em 2014 foi lançado o Vida Loka, quarto álbum da banda.    

### Nome da banda
| “ | A mudança para Onze:20, para eles foi totalmente espontânea: “O nome veio de uma ideia minha que queria um relógio marcando sempre a mesma hora como símbolo do "Fração de Segundo" e aí na reunião perguntaram: ‘Que horas a gente vai colocar?’. Aí e perguntei que horas eram naquele momento e responderam: "11:20". Na hora fiquei pensativo e sugeri o nome da banda mudar para Onze:20. Em um primeiro momento ninguém gostou mas depois disso, várias coisas aconteceram em volta do número "1120": Táxi, conta em mercado, horário de médico. A gente não teve como escapar desse nome (risos)”. | ” |

.

## Discografia

### Álbuns de estúdio
- 2010: Efedrina
- 2012: A Nossa Barraca
- 2014: Vida Loka
- 2017: Histórias Pra Cantar
- 2019: [C] Alma
- 2022: Vênus

### Eps
- 2013: Pra Você
- 2016: Tudo Nosso

#### Demo
- 2007: Hora Em Que Tudo Começou

### Singles
| Título                        | Ano  | Melhores posições | Álbum                |
| Título                        | Ano  | BRA               | Álbum                |
| ----------------------------- | ---- | ----------------- | -------------------- |
| "Me Leva"                     | 2011 | —                 | A Nossa Barraca      |
| "Meu Lugar"                   | 2012 | 82                | A Nossa Barraca      |
| "Não Vai Voltar"              | 2013 | 28                | A Nossa Barraca      |
| "Pra Você"                    | 2013 | 82                | Pra Você             |
| "Sem Medo de Amar"            | 2014 | 13                | Vida Loka            |
| "Querendo Te Encontrar"       | 2015 | 84                | Vida Loka            |
| "Te Roubar Pra Mim"           | 2015 | 100               | Vida Loka            |
| "Sei Que é Você"              | 2016 | —                 | Tudo Nosso           |
| "Te Amar Me Faz Feliz Demais" | 2016 | 100               | Tudo Nosso           |
| "Confia em Mim"               | 2017 | —                 | Tudo Nosso           |
| "Não Dá"                      | 2017 | 77                | Histórias Pra Cantar |
| "Pra Falar de Amor"           | 2018 | —                 | Histórias Pra Cantar |
| "Baseado no Amor"             | 2019 | —                 | [C] Alma             |
| "Todo Santo Dia"              | 2019 | 81                | [C] Alma             |
| "Estações" (part. Atitude 67) | 2019 | —                 | [C] Alma             |

#### Videoclipes
- "Me Leva"
- "Meu Lugar"
- "Não Vai Voltar"
- "Pra Você"
- "Sem Medo de Amar"
- "Querendo Te Encontrar"
- "Te Roubar Pra Mim"
- "Sei Que é Você"
- "Confia em Mim"
- "Baseado no Amor"
- "Todo Santo Dia"
- "Estações"

## Integrantes

### Formação atual
- Joey Mattos - vocal
- Fábio Mendes - bateria
- Marlos Vinicius - baixo elétrico, backing vocal
- Chris Baumgratz - guitarra
- Athos Santos - teclado

### Ex- integrantes
- Marcelo Gonçalves - baixo elétrico,
- Thiago Toledo - guitarra
- Yuri Madeira - guitarra
- Flávio Bandeira - bateria
- Joey - Vocal
- Raphael Ferrari (RIP) - guitarra
- Lulu Trombini - guitarra
- Romulo Tasca - guitarra
- Vitin - vocal

## Prêmios e nomeações
| Ano  | Organização      | Prêmio                         | Resultado |
| ---- | ---------------- | ------------------------------ | --------- |
| 2015 | Prêmio Multishow | Experimente                    | Indicado  |
| 2015 | Grammy Latino    | Melhor Álbum Pop Contemporâneo | Indicado  |
| 2016 | Prêmio Multishow | Melhor Grupo                   | Indicado  |